# علامة هومان
علامة هومانس (بالإنجليزية: Homans sign)‏ هي علامة طبية، هي علامة تستخدم في تشخيص خثار وريدي عميق (بالإنجليزية: Deep Vain Thrombosis)‏ واختصارها (دي في تي)، عن طريق عمل وضعية الرجل في عطف الإنحناء الظهراني، تم تعريفه من قبل جون هومانس في عام 1941 على أنه عدم الراحة خلف الركبة عند عطف ظهري قسري من القدم، بعد أن اكتشف الجراحون العديد من الأمثلة على وجود علامة هومان إيجابية كاذبة، أعاد هومان تعريفها في عام 1944، موضحًا أن «حاجة عدم الراحة ليس لها أي دور في رد الفعل»، بما في ذلك زيادة المقاومة، وثني الركبة غير الإرادي أو ألم في ربلة الساق عند عطف قسري من الظهر كردود إيجابية.
وتشير التقديرات إلى أنها تملك حساسية من (10-54%) وتملك من النوعية (39-89 %)، وبالتالي، لا يُعتبر أي قيمة تشخيصية، حيث أن العلامة الموجبة لا تشير إلى الإصابة بجلطات الأوردة العميقة والعلامة السلبية لا تستبعدها، لا يزال يستخدم على نطاق واسع في الممارسة السريرية، ربما بسبب دوره التاريخي قبل توافر دراسات تشخيصية أكثر موثوقية (مثل المعايرة ديمر-دي أو الموجات فوق الصوتية دوبلر)، وكذلك سهولة استنباطها،علامات وأعراض الخثار الوريدي العميق بشكل عام ليست حساسة أو نوعية بما يكفي لإجراء التشخيص، كونها مفيدة فقط للمساعدة في تحديد احتمال حدوث الخثرة الوريدية العميقة (مع استخدام قاعدة التنبؤ السريري مثل درجة ويلز)، قد يكون هناك بعض القلق من أن استنباط هذه العلامة قد يكون خطيرًا وأنه لا ينبغي استنباطها.

## قراءة معمقة
- Baker, W.F.  Jr (1998). "Diagnosis of deep venous thrombosis and pulmonary embolism". Med. Clin. North Am. ج. 82 ع. 3, May: 459–476. PMID:9646774.
- Urbano, Frank L. (2001). "Review of Clinical Signs: Homans' Sign in the Diagnosis of Deep Venous Thrombosis" (PDF). Hospital Physician ع. March 22: 22–24. مؤرشف من الأصل (PDF) في 2018-09-20. اطلع عليه بتاريخ 2016-01-12.